# Paolo Portoghesi

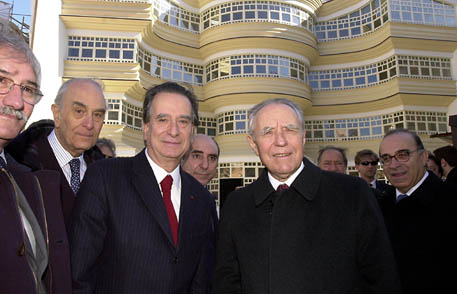
Paolo Portoghesi avec le président de la République italienne Carlo Azeglio Ciampi lors de l'inauguration du Teatro Politeama de Catanzaro.

Paolo Portoghesi (né le 2 novembre 1931 à Rome et mort le 30 mai 2023 à Calcata près de Rome) est un architecte italien, théoricien et professeur d'architecture de l'université La Sapienza de Rome. Il est l'un des plus éminents spécialistes de l'œuvre de Francesco Borromini.

## Biographie
Paolo Portoghesi obtient son diplôme d’architecture en 1957 à la faculté d’Architecture de l’Université de Rome, puis, en 1958, il est diplômé d’histoire de l’art.
Spécialiste de l’architecture classique et baroque, notamment de Francesco Borromini, au sujet duquel il a rédigé des essais, Paolo Portoghesi mène une activité professorale. En 1959, il est professeur à l'école de perfectionnement en étude et restauration des monuments ; en 1961, il enseigne l’Histoire de la Critique de l’Architecture à l’Université de Rome ; en 1967 il est désigné professeur d’Histoire de l’Architecture à l’École Polytechnique de Milan, dont il devient le doyen en 1968 jusqu'en 1978; En 1982, il accepte de d’enseigner l’histoire de l’architecture à l’université de Rome. En 1995, il est professeur de Conception urbaine à l'université La Sapienza de Rome.
En 1964, il ouvre un bureau d’étude à la via di Porta Pinciana, à Rome, avec l’architecte Vittorio Gigliotti.
En marge de son activité d’enseignement et de recherche, Paolo Portoghesi publie des ouvrages. En 1968, il est l’éditeur en chef du Dizionario di Architettura e Urbanistica DAU (Dictionnaire d'architecture et d'urbanisme) ; entre 1969 et 1983, il dirige la revue Controspazio ; en 1983, il est directeur de la revue Eupalino et, en 1990, il est à la tête de la revue Materia.

## La Biennale de Venise
Lorsque la Biennale de Venise introduit un secteur dédié à l’architecture en 1980, Paolo Portoghesi est désigné directeur. Il dirigera les éditions de 1980 et 1982 (respectivement 1re et la 2e éditions) de la Biennale d’Architecture de Venise, avant de devenir le Président de la Biennale de Venise de 1983 à 1992.
Théoricien avancé et pionnier du mouvement post-moderne Paolo Portoghesi officialise le mouvement Post-moderne lors de la première édition de la Biennale d’Architecture de Venise en 1980. L’exhibition, placée sous le thème de « La presenza del passato: il postmodern » (« La présence du passé »), questionne l’architecture moderne et son rapport au futur, à la technologie et aux formes géométriques.
Il élabore la « strada novissima », l’exposition principale installée à la Corderie dell’Arsenale, un lieu ouvert au public pour la première fois. La «  Strada Novissima », constituée de vingt façades, chacune dessinée par un architecte différent dont Frank O. Gehry, Rem Koolhaas, Arata Isozaki, Robert Venturi, Franco Purini, Ricardo Bofill ou Christian de Portzamparc, ouvre un débat sur le post-modernisme.

## Récompenses et distinctions
- 1963 – Prix national IN/Arch pour la critique historique
- 1965 - Membre de l'Accademia di San Luca à Rome
- 1966 - Remporte le concours pour la chaire d'histoire de l'architecture publique Rome baroque
- 1977 - Membre de l'Accademia Lingustica de Gênes
- 1978 – Membre de l’Académie du dessin de Florence
- 1984 – Lauréat honoris causa en Sciences techniques de l’École polytechnique fédérale de Lausanne
- 1985 - Chevalier de la Légion d'honneur en France
- 1990 - Honorary member de l’Académie de Brera de Milan
- 1990 - Commandeur de l'ordre des Arts et des Lettres en France
- 1996 – Foreign Member, Russian Academy of architecture and of the Science of Construction
- 2000 – Membre de l’Accademia dei Lincei de Rome
- 2000 - Cultori di Roma gold medal by Istituto di Studi romani
- 2002 - Honorary Fellow of the American Institute of Architects (A.I.A)
- 2005 - Campidoglio Award for culture, City of Rome
- 2006 - Chevalier grand-croix de l'ordre du Mérite de la République italienne[2]
- 2006 - Prix Vittorio De Sica pour la culture
- 2007 - President of the Technical-Scientific Committee for Architectural and Urban Quality and for Contemporary Arts, part of the Consiglio Superiore del Ministero per i Beni e Attività Culturali

## Réalisations
- Casa Baldi, Rome (1959)
- Palazzo INPDAP Lucca (1960)
- Casa Andreis Scandriglia (1964)
- Casa Bevilacqua (1964)
- Théâtre de Cagliari (1965)
- Casa Papanice Rome (1966)

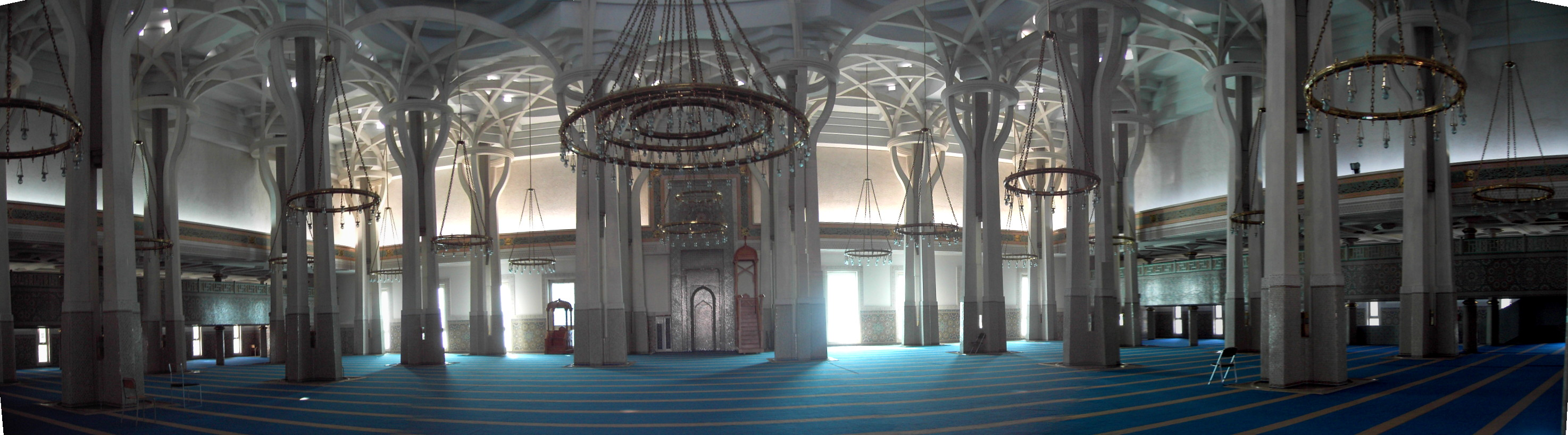
Intérieur de la mosquée de Rome

La grande mosquée de Strasbourg, inaugurée en 2012.

- Église de la « Sacra Famiglia », Salerno (1969)
- Grand Hotel, Khartoum, Soudan (1972-73)
- Cour Royale, Amman, Jordan (1973)
- Mosquée de Rome (1974)
- Accademia di Belle Arti, L'Aquila, Italie (1978-82)
- ENEL Condominium, Tarquinia, Italie (1981)
- Tegel residence, IBA Berlin, Allemagne (1984-88)
- Terme di Montecatini, Pistoia, Italie (1987)
- Teatro Politeama (it) de Catanzaro. Italie (1988)
- Le jardin et la bibliothèque de Calcata, Italie (1990)
- Place Leon Battista Alberti, Rimini, Italie (1990)
- Église Santa Maria della Pace, Terni, Italie (1997)[2]
- quartiere Rinascimento nel Parco Talenti a Roma (2001)
- Siège du Parlement centraméricain, Guatemala
- Town Hall square, Pirmasens, Allemagne.
- Headquarters of the Royalties Institute, St. Peter's College, Oxford, UK
- Grande mosquée de Strasbourg, France (2004-2011)
- Jardin public, Shanghai, Chine (2006)
- Cimitero Nuovo di Cesena, 2011

## Ouvrages publiés
- 1956 -  Guarino Guarini : 1624-1683
- 1960 - Metodo e poesia nell'architettura di B. A. Vittone
- 1964 - Michelangelo Architetto avec Bruno Zevi ("Borromini in European Culture"); "Opus Architectonicum" (editing the volume and critical texts presenting it)
- 1966 - Roma Barocca
- 1967 - Borromini. Architettura come linguaggio
- 1968 - L'Eclettismo a Roma: 1870 - 1922
- 1969 - Victor Horta avec Franco Borsi
- 1974 - Le inibizioni dell'architettura moderna
- 1980 - Dopo l'architettura moderna
- 1981 - Leggere l'architettura
- 1982 - Borromini nella cultura europea
- 1982 - Postmodern: l'architettura nella società post-industriale
- 1982 - L'angelo della storia
- 1998 - I Grandi architetti del novecento
- 1999 - Architettura e natura